# Колумбия Сити (град, Орегон)
Колумбия Сити (на английски: Columbia City) е град в окръг Колумбия, щата Орегон, САЩ. Колумбия Сити е с население от 1955 жители (2007) и обща площ от 2,8 km². Намира се на 21,6 m надморска височина. ЗИП кодът му е 97018, а телефонният му код е 503.